# Challenger de Itajaí

EL Taroii Open de Tênis es un torneo profesional de tenis. Pertenece al ATP Challenger Series. Se juega desde el año 2013 sobre pistas de polvo de ladrillo en Itajaí, Brasil.

## Palmarés

### Individuales
| Año  | Campeón                | Finalista         | Resultado     |
| ---- | ---------------------- | ----------------- | ------------- |
| 2014 | Facundo Argüello       | Diego Schwartzman | 4-6, 6-0, 6-4 |
| 2013 | Rogério Dutra da Silva | Jozef Kovalík     | 4-6, 6-3, 6-1 |

### Dobles
| Año  | Campeones                             | Finalistas                     | Resultado |
| ---- | ------------------------------------- | ------------------------------ | --------- |
| 2014 | Máximo González Eduardo Schwank       | André Sá João Souza            | 6-2, 6-3  |
| 2013 | James Duckworth Pierre-Hugues Herbert | Guilherme Clezar Fabricio Neis | 7-5, 6-2  |